# Коровитчинское сельское поселение
Коровитчинское сельское поселение— упразднённое с 12 апреля 2010 года муниципальное образование в Старорусском муниципальном районе Новгородской области.
Административным центром была деревня Коровитчино, которая находится в 35 км к юго-востоку от города Старая Русса, на автодороге Р48. Территория прежнего сельского поселения расположена вдоль русла реки Ловать, по обоим берегам.
Границы и статус муниципального образования — сельское поселение были установлены областным законом № 559-ОЗ от 11 ноября 2005 года. В границах территории Коровитчинского сельского поселения расположено 12 населённых пунктов:
| Название               | ОКАТО       |
| ---------------------- | ----------- |
| деревня Верясско       | 49239831002 |
| деревня Дубки          | 49239831003 |
| деревня Заробье        | 49239831004 |
| деревня Кобылкино      | 49239831010 |
| деревня Коровитчино    | 49239831001 |
| деревня Кулаково       | 49239831005 |
| деревня Лука           | 49239831006 |
| деревня Новоселье      | 49239831007 |
| деревня Омычкино       | 49239831011 |
| деревня Средняя Ловать | 49239831012 |
| деревня Черенчицы      | 49239831008 |
| деревня Шелгуново      | 49239831009 |

## Население
| Год  | Численность постоянного населения | мужчин | женщин | детей до 7 лет | детей от 7 до 18 лет |
| ---- | --------------------------------- | ------ | ------ | -------------- | -------------------- |
| 2003 | 645                               | 252    | 285    | 38             | 70                   |
| 2004 | 615                               | 238    | 271    | 35             | 71                   |
| 2005 | 579                               | 220    | 258    | 33             | 68                   |

## История
До Великой Отечественной войны здесь действовал колхоз «Выдвиженец» Сутокского сельсовета, после войны — колхоз «Красное Новоселье», в январе 1960 года колхоз преобразовали в совхоз. Центральной усадьбой совхоза была деревня Дубки, а с 1968 года — Коровитчино. В 1970 году было выстроено здание администрации, в 1973 году построена школа, в 1975 году — медпункт, в 1976 году — клуб, в 1980 году — детский сад.